# LR44

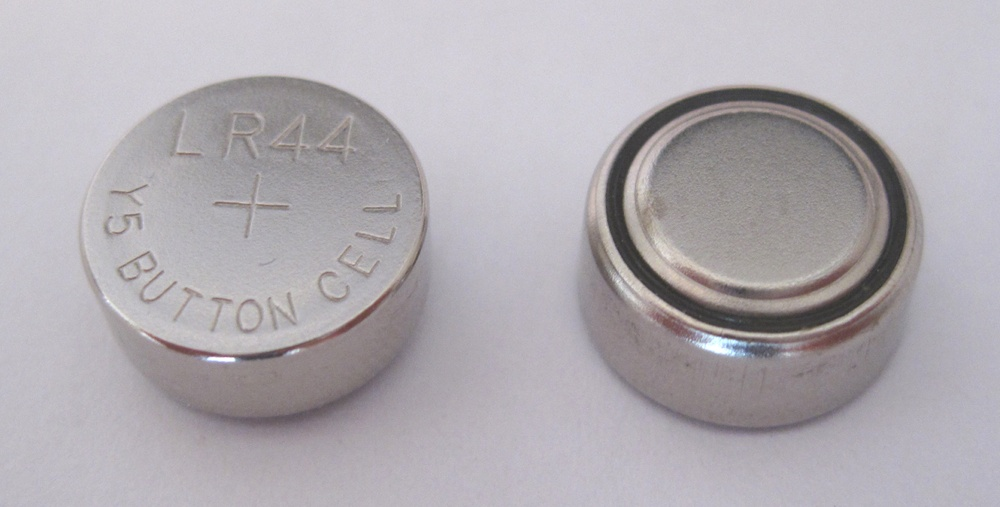
Batterie a bottone LR44.

LR44 è lo standard IEC 60086-3 di pile alcaline a bottone da 1,5 volt, comunemente usate in piccoli dispositivi come orologi da polso, termometri digitali e calcolatrici.
Esiste una batteria gemella a questa, la SR44, che è all'ossido di argento e riesce ad erogare corrente più a lungo.
Le batterie LR44 hanno un diametro massimo di 11,60 mm ed uno spessore massimo di 5,4 mm 
Le batterie LR43 sono quasi identiche alle LR44 e condividono la stessa tensione ma sono leggermente più sottili, con uno spessore massimo di 4,2 mm.
Ancora più sottili le LR42 che hanno uno spessore massimo di soli 3,6 mm.
Codici equivalenti alla LR44 sono: LR1154, GPA76, AG13, A76, SG13, S76, 1166A, VARTA V13GA, Duracell PX76A, PR44.

## Caratteristiche
- Capacità nominale: 150 mAh
- Tensione nominale: 1,5 V

|                   | Alcaline     | Ossido di argento | Ossido di mercurio † | Zinco-aria    |
| ----------------- | ------------ | ----------------- | -------------------- | ------------- |
| Nome IEC          | LR1154, LR44 | SR1154, SR44      | MR1154, MR44         | PR44, PR675   |
| Capacità tipica   | 150 mAh      | 200 mAh           | 210 mAh              | 600 mAh       |
| Tensione nominale | 1,50 V       | 1,55 V            | 1,35 V               | 1,35 o 1,40 V |

† Le batterie al mercurio sono altamente inquinanti e non vengono più prodotte. Tuttavia, anche le altre tipologie contengono piccole quantità di mercurio.